# Bố ngoan, bố hư
Bố ngoan, bố hư (tựa tiếng Anh: Daddy's Home) là một bộ phim hài của Mỹ năm 2015 do Sean Anders đạo diễn, kịch bản viết bởi Brian Burns, Anders và John Morris. Bộ phim kể về một người cha dượng nhẹ nhàng (Will Ferrell) luôn giành được sự quan tâm từ các con của vợ (Linda Cardellini), trước khi người cha thực sự (Mark Wahlberg) trở về. Phim khởi chiếu tại Việt Nam vào ngày 31 tháng 12 năm 2015.

## Nội dung
Brad Whitaker kết hôn với Sara và đang cố gắng trở thành người bố dượng tốt trong mắt hai đứa con của vợ, Megan và Dylan. Một đêm, Dusty Mayron, bố ruột của bọn trẻ, chồng cũ của Sara, gọi điện về nhà và biết được Sara đã kết hôn với Brad. Dusty nói rằng sẽ ghé thăm gia đình vào ngày hôm sau. Sara rất ngại cho chồng cũ tới nhà, nhưng Brad cho rằng điều đó rất quan trọng với bọn trẻ nếu bố ruột của chúng và bố dượng có mối quan hệ tốt.
Kể từ khi Dusty đến, Brad cảm thấy xấu hổ vì anh thua kém Dusty về mọi mặt. Dusty giỏi hơn Brad nhiều thứ, ngay cả việc lấy lòng bọn trẻ. Những gì Dusty làm cho Sara và bọn trẻ khiến Brad lo sợ mình sẽ bị tống ra khỏi gia đình.
Brad bỏ số tiền lớn ra mua mấy món quà Giáng sinh sớm tặng cho bọn trẻ, trong đó có cả con ngựa con và vé xem bóng rổ trị giá 18.000 đôla. Lúc đi xem bóng rổ, Dusty một lần nữa làm Brad hụt hẫng, vì anh tiết lộ anh là bạn của đội bóng mà Dylan yêu thích. Brad bực bội và uống rượu say. Đến giờ giải lao, Brad là khán giả được chọn ra ném bóng có thưởng. Do say xỉn mà Brad vô tình ném bóng trúng cô gái cổ vũ viên và đứa trẻ ngồi xe lăn. Brad bị bẽ mặt nên dọn ra khỏi nhà. Dusty ở lại ngôi nhà chăm lo cho mẹ con Sara.
Bốn ngày trôi qua, Brad vẫn đang sống trong văn phòng của anh. Trong khi đó Dusty bắt đầu gặp khó khăn trong việc lo cho bọn trẻ. Dusty quyết định rút lui và rời đi vào đúng ngày trường Megan tổ chức buổi khiêu vũ cho cha con. Brad đến gặp Dusty để khuyên anh quay trở lại. Brad giải thích ý nghĩa của việc làm bố cho Dusty nghe. Dusty và Brad cùng tới buổi khiêu vũ. Tại đó, họ biết được rằng người hay bắt nạt Dylan chỉ là một đứa con gái. Khi Dylan đánh trả lại đứa con gái, bố của con bé đó đòi đánh nhau với Dusty và Brad. Dusty làm theo lời khuyên của Brad là nên thi nhảy thay vì đánh nhau. Brad làm hòa với Sara, còn Dusty vẫn ở lại với gia đình.
Cả gia đình sống hạnh phúc, Brad và Sara sinh một đứa con trai. Dusty có công việc ổn định và trở nên giàu có. Sau này Dusty kết hôn với một phụ nữ tên Karen, người đang có một đứa con gái, và chính Dusty đang trở thành một người bố dượng. Dusty chuẩn bị chào đón chồng cũ của vợ mình ghé thăm nhà. Tình huống của Dusty hiện giờ giống y hệt như tình huống của Brad một năm về trước.

## Diễn viên
- Will Ferrell vai Brad Whitaker
- Mark Wahlberg vai Dusty Mayron
- Linda Cardellini vai Sara Whitaker
- Scarlett Estevez vai Megan Mayron
- Owen Wilder Vaccaro vai Dylan Mayron
- Thomas Haden Church vai Leo Holt
- Hannibal Buress vai Griff
- Bobby Cannavale vai Bác sĩ Emilio Francisco
- Bill Burr vai Jerry
- Jamie Denbo vai Doris
- Alessandra Ambrosio vai Karen
- John Cena vai Roger
- Paul Scheer vai DJ "The Whip"
- Billy Slaughter vai Người đeo cà vạt Squidward
- Chris Henchy vai Jason Sinclair / Panda DJ